# Giovagallo
Giovagallo è una borgata nel comune di Tresana, provincia di Massa Carrara, abitata da circa 50 persone e situata a 349 m s.l.m.
Giovagallo è una modesta borgata della Lunigiana, che ha avuto nei secoli scorsi un'importanza ben maggiore di quella attuale.
Ha dato il nome a un feudo e ad una comunità che sono scomparsi nel 1797 quando le armi e le fortune della Francia rivoluzionaria causarono in Italia la caduta dei vecchi ordinamenti politici e sociali.

Il nome Giovagallo è ricordato in testi antichi; tra questi ricordiamo il Pelaviciniano della diocesi di Luni-Sarzana che menzionava e riferiva a contratti di abitati di Giovagallo nel 1100.

## Storia

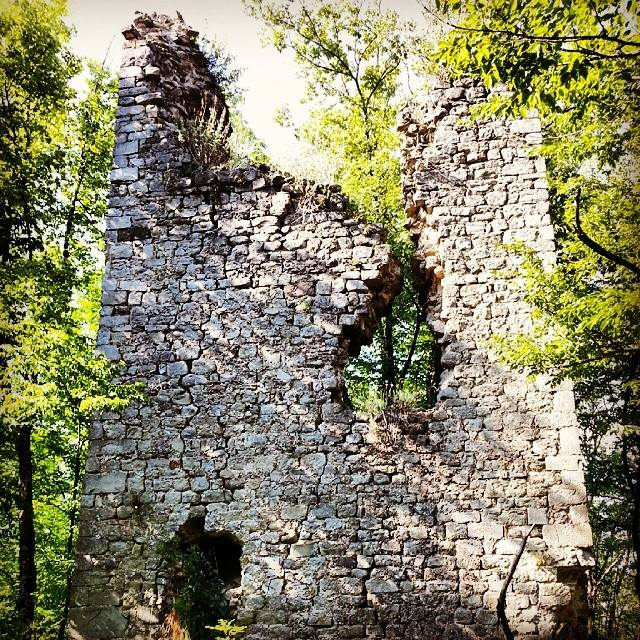
Resti della torre del castello di Giovagallo

L'antico feudo di Giovagallo, che comprendeva anche i territori di Bola e Novegigola, in seguito a divisione pervenne nel 1266 al marchese Manfredo Malaspina (detto "il lancia" per la sua abilità nell'usare quest'arma). Questi edificò e ampliò un castello con borgo murato sopra una collina impervia, quasi inaccessibile e invalicabile su rocce affioranti, situata sulla destra del torrente Penolo. Il castello con le sue costruzioni accessorie e considerando le tecniche belliche del tempo era molto robusto dominando la strada che passava poco sotto e sorvegliando dall'alto della sua torre principale e dalle sue mura gran parte del territorio feudale. La fortificazione ospitava l'abitazione della famiglia dei marchesi e quelle dei dipendenti e degli armigeri. La sua vasta cisterna era rifornita dall'acqua di sorgente che vi veniva convogliata tramite un condotto interrato in muratura. Vi era inoltre un oratorio nel quale avrà probabilmente pregato Alagia Fieschi e sicuramente il grande ghibellino "fuggiasco". Il castello è lontano dalle abitazioni di Giovagallo e dalle terre coltivate quindi perdendo le funzioni di difesa, sorveglianza e controllo venne abbandonato perché poco adatto come edificio di abitazione civile. Moroello Malaspina, figlio di Manfredo e successore nel 1292, fu uno dei più prodi guerrieri di parte guelfa: memorabile è la vittoria di Moroello capitano dei fiorentini, contro Pistoia e i ghibellini nel campo Piceno. Dante Alighieri, quantunque avversario, lo esalta con noti versi profetici che fa uscire dalle labbra a Vanni Fucci:
Pistoia in pria di Neri si dimagra, 

poi Fiorenza rinnova genti e modi.

Tragge Marte vapor di Val di Magra

ch'e di torbidi nuvoli involuto;

e con tempesta impetuosa ed agra

sopra Campo Picen fia combattuto;

ond'ei repente spezzerà la nebbia,

si ch'ogni Bianco ne sarà feruto.

E detto l'ho, perché dolet ti debba!»
(Dante Alighieri, Inferno, Canto XXIV)
Tutti i commentatori della Divina Commedia ritengono che il vincitore della battaglia a Campo Piceno fu Moroello marchese di Giovagallo.
Dante lo esalta benché avesse ferito i suoi amici e ridotti all'impotenza i suoi amici. Più commovente è il cenno che Dante fa della consorte di Moroello, Alagia Fieschi, nella fine del canto XIX del Purgatorio.
"Nepote ho io di là c'ha nome Alagia,
buona da sé, pur che la nostra casa
non faccia lei per esempio malvagia;
e questa sola di là m'è rimasa."
Secondo la lezione del Centro Lunigianese di Studi Danteschi, l'elogio di Alagia, posto nel dominio dell'Avarizia, non è affatto decontestualizzato: esso esalta la generosità della nobildonna, la quale, tanto prodiga di suffragi in favore dei propri morti, non avrà bisogno dell'intervento di nessuno per assurgere un giorno alle beate genti in quanto "buona da sé" (vv. 142-145). L'Elogio vale senz'altro a sottolineare la riconoscenza di Dante, più che per l'ospitalità goduta nel castello di Giovagallo (Mulazzo, in quanto capitale dello Spino Secco, è da considerare la "Residenza ufficiale di Dante in Lunigiana), per la protezione di Moroello Malaspina, tanto che sono due gli episodi della Divina Commedia inerenti al feudo di Giovagallo, a differenza di quanto si registra in Pur VIII per Mulazzo (Corrado l'Antico) e Corrado il Giovane (Villafranca).
Moroello Malaspina, che con la frequentazione dantesca si avvicinò al naturale orientamento politico dello Spino Secco abbandonando la posizione di Guelfo Nero, morì nell'aprile del 1315. Gli succedette il figlio Manfredi, il quale, pur esso valente guerriero e capitano dei fiorentini, lontano dal feudo lo affitta a vassalli e vicedomini, ma questi e la popolazione di Giovagallo si ribellarono. Manfredi però riuscì a sottomettere i ribelli nel 1344. A questo Manfredi succedette il figlio Moroello III nel 1349, ma costui ebbe vita breve e anche il suo figlio Giovanni morì in tenera età. Così si estinse la discendenza del famigerato "lancia" e il castello con tutto il suo feudo non avranno più un signore proprio; ma appartennero prima a Federico e Azzone, figli di Opizino marchese di Villafranca in Lunigiana.

## Le Chiese

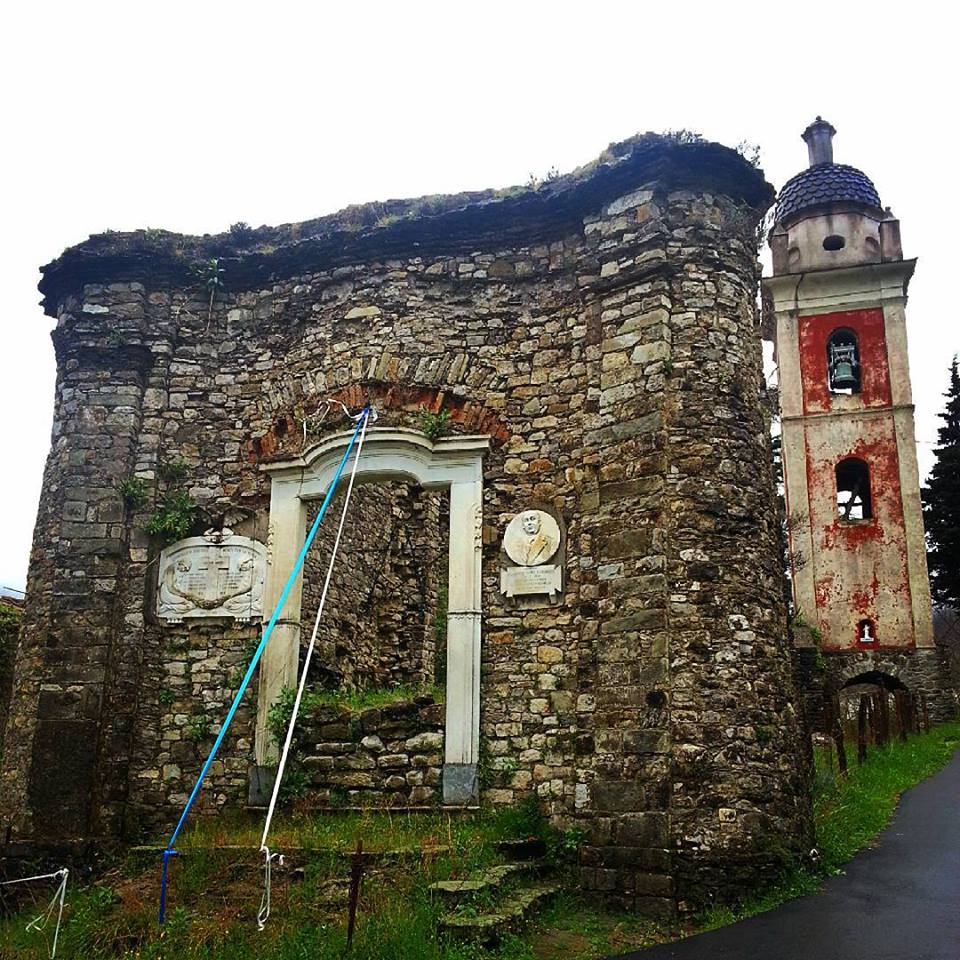
Resti dell'antica chiesa di San Michele Arcangelo

Unica chiesa parrocchiale anche per la popolazione di Bola e Novegigola era quella di Giovagallo, questo non toglie che in questa località esistessero già luoghi spirituali e di culto. La Chiesa Madre di Giovagallo è forse da identificarsi con Pieve de Zovagallo et Saltulo (attuale Località di Pietrasalta) menzionata negli elenchi della diocesi di Luni che indicano le offerte della parrocchia per le Crociate. L'edificio sorgeva nel Prato dell'Annunciata che forse era l'antico titolo della pieve, la chiesa faceva parte della diocesi di Luni e poi di Luni e Sarzana. Purtroppo, a causa dell'eccessiva umidità del terreno sul quale sorgeva, venne abbandonata. 
La pieve fu sostituita nel XV secolo con la costruzione nella piazza centrale del paese di Giovagallo della chiesa di San Michele Arcangelo con l'acquisizione dell'autonomia parrocchiale. Nel 1660 il feudo di Giovagallo fu venduto alla famiglia patrizia dei Corsini di Firenze che lo amministrò, fino al 1856. Alla munificenza di questi signori si devono anche interventi di ristrutturazione o di rifacimento dell'antica chiesa di San Michele. Questa a causa di movimenti franosi del terreno che interessavano la parte interna della chiesa e la canonica adiacente, venne dismessa definitivamente nel 1941. Ad oggi sono ancora visibili i muri perimetrali, la zona absidale e l'alto campanile ancora in uso con cupola squamata che caratterizza il paese.
La nuova e definitiva struttura venne eretta nel 1956 su un promontorio che sovrasta Giovagallo, non lontano dalla chiesa antica.

## Comitato Castello di Giovagallo luogo Dantesco
Nel 2021, in occasione del settecentenario della morte di Dante Alighieri, è stato costituito il "Comitato "Castello di Giovagallo Luogo Dantesco" con sede a Tresana, con l’obiettivo di promuovere il Castello di Giovagallo come luogo dantesco, legato al soggiorno dell’Alighieri presso la corte di Moroello Malaspina e Alagia Fieschi. Il comitato ha visto la partecipazione di studiosi, storici locali e rappresentanti istituzionali.

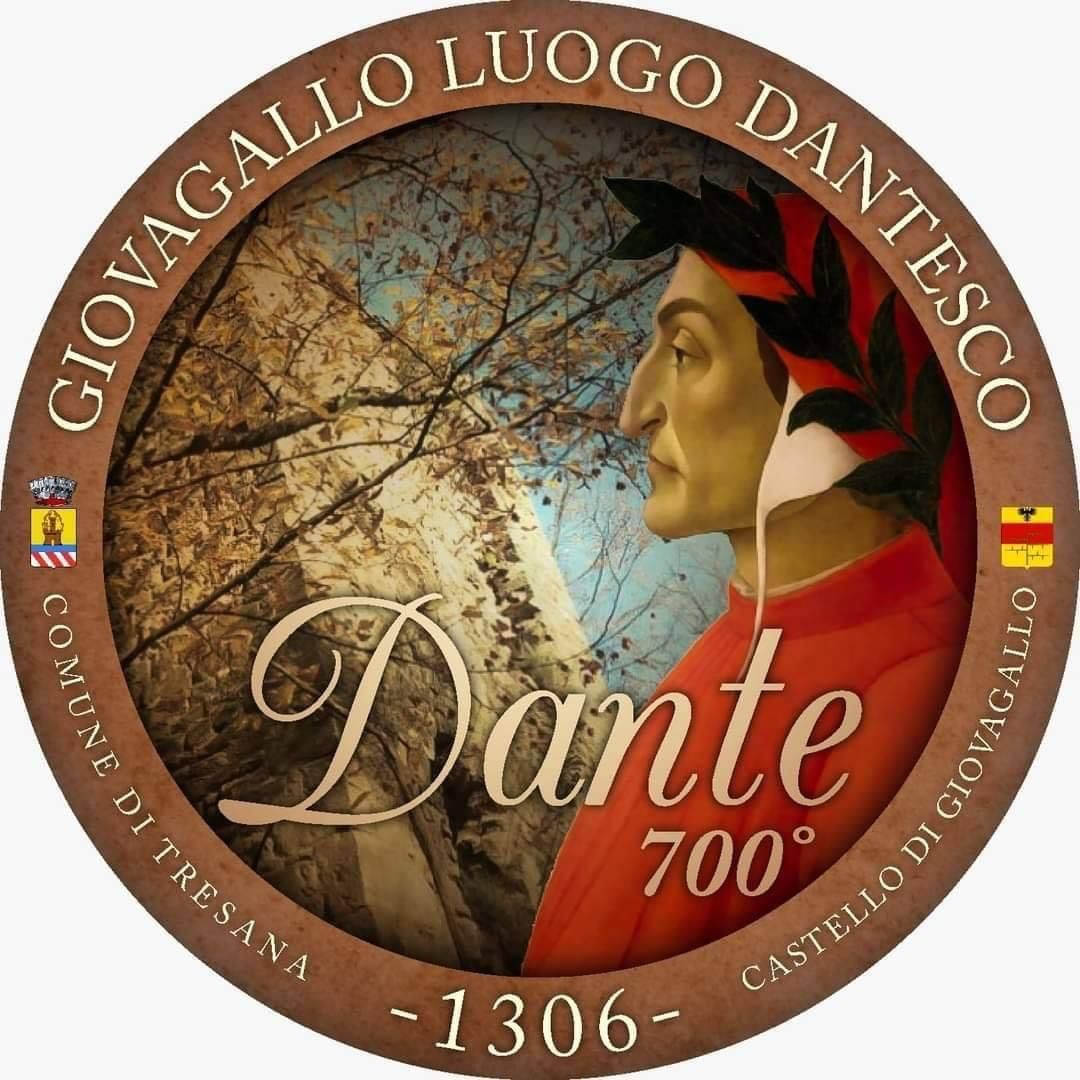
Comitato Castello Giovagallo luogo Dantesco

Tra le principali attività del comitato figurano:
- Eventi culturali e rievocazioni storiche presso i resti del castello;
- Conferenze dantesche con relatori e studiosi del territorio;
- Annuali celebrazioni del Dantedì in collaborazione con le scuole locali;
- La partecipazione alla "Giornata dei 100 Castelli", con visite guidate, spettacoli teatrali e presentazioni librarie.

Nel 2023, grazie al contributo della Fondazione Crédit Agricole, sono stati effettuati i primi interventi di messa in sicurezza del castello. Ulteriori restauri e progetti di valorizzazione turistica sono stati annunciati per gli anni successivi.
Il castello, oggi in stato di rudere ma ancora visitabile, è considerato un luogo simbolico dell’esilio di Dante, in particolare per il legame con Alagia Fieschi, da lui citata nel Purgatorio (XIX, 142-145) come “buona da sé”, e per i rapporti diplomatici con la famiglia Malaspina descritti in vari canti della Divina Commedia.